# Maduvvari (Raa)
Maduvvari är en ö i Maldiverna. Den ligger i den norra delen av landet, 160 km norr om huvudstaden Malé. Geografiskt är den en del av Norra Maalhosmadulu atoll och tillhör administrativt Raa atoll. 
Tropiskt monsunklimat råder i trakten. Årsmedeltemperaturen i trakten är 26 °C. Den varmaste månaden är november, då medeltemperaturen är 27 °C, och den kallaste är oktober, med 26 °C. Genomsnittlig årsnederbörd är 1 925 millimeter. Den regnigaste månaden är maj, med i genomsnitt 343 mm nederbörd, och den torraste är april, med 46 mm nederbörd.